# 北部上ナイル州
北部上ナイル州（ほくぶかみナイルしゅう、英語: Northern Upper Nile State）は南スーダン北部、上ナイル地方にかつて存在した州。州都はレンク。2017年に解体された東部ナイル州の北部3郡で結成、2020年に廃止された。
3郡の合計面積は約2.9万km2、人口は33.4万人（2017年推定）。

## 下位区分
3郡より成り立つ。
| 郡名       | 英名  | 面積 （km2） | 人口 （2008年国勢調査） | 人口 （2017年推定） |
| ---------- | ----- | ------------ | ----------------------- | ------------------- |
| マバン郡   | Maban | 11,854.72    | 45,238                  | 65,117              |
| メルート郡 | Melut | 6,950.56     | 49,242                  | 70,659              |
| レンク郡   | Renk  | 10,031.25    | 137,751                 | 198,123             |